# 税理士楠銀平の事件帳簿
『税理士楠銀平の事件帳簿』（ぜいりしくすのきぎんぺいのじけんちょうぼ）は、2003年から2004年までTBS系「月曜ミステリー劇場」で放送されたテレビドラマシリーズ。全2回。主演は愛川欽也。

## キャスト

### レギュラー
楠銀平
演 - 愛川欽也
税理士。
犬飼珠子
演 - うつみ宮土理
犬飼春太郎の長女。銀平に思いを寄せている。

### ゲスト
第1作「消えた遺言書」（2003年）
- 野上恵美 - 高橋かおり
- 野上友子 - 高橋かおり（二役）
- 犬飼竜一郎（春太郎の長男） - 小西博之
- 犬飼佐織 - 岡本夏生
- 吉岡茂 - 石橋保
- 高木まどか - はしのえみ
- 坂口（警部補） - 井川晃一
- 犬飼鈴江（春太郎の次女） - 東てる美
- 犬飼春太郎（会社会長） - 織本順吉
- 高橋和枝 - 朝丘雪路

第2作「領収書は語る」（2004年）
- 漆原毬江（下着店ヴァリゼール 経営者） - 真行寺君枝（少女期：福田麻由子）
- 吉野繁子（吉野カメラ 店主） - 菅井きん
- 小田桐求（わかば銀行融資担当・雅美の夫） - 山田雅人（少年期：佐野観世）
- 三村善行（診療所） - 黒部進
- 吉野健介（繁子の息子・雅美の兄） - デビット伊東
- 小田桐雅美（繁子の娘） - 筒井真理子
- 佐賀晃（佐賀商事 総務部長） - 潮哲也
- 舘野利彦（百舌目ファイナンス） - 片岡弘貴
- 高木まどか（秘書） - 雨宮朋絵
- 保井誠 - 加瀬竜彦

## スタッフ
- 原案 - うつみ宮土理（第1作）
- 脚本 - 石倉保志（第1作）、金谷祐子（第2作）
- 監督 - 今井和久（MMJ）
- プロデューサー - 東城祐司（MMJ / 第1作）、遠田孝一（MMJ）
- 税理監修 - 小桧山隆繁（第2作）
- 製作 - MMJ、TBS

## 放送日程
| 話数 | 放送日         | サブタイトル | 脚本     | 監督     |
| ---- | -------------- | ------------ | -------- | -------- |
| 1    | 2003年3月3日   | 消えた遺言書 | 石倉保志 | 今井和久 |
| 2    | 2004年11月15日 | 領収書は語る | 金谷祐子 | 今井和久 |